# La primavera de los escorpiones
La primavera de los escorpiones es una película mexicana de 1971 dirigida por Francisco del Villar sobre la base de la novela homónima de Hugo Argüelles y protagonizada por Isela Vega, Enrique Álvarez Félix y Milton Rodríguez.

## Sinopsis
Isabel (Isela Vega) es una reconocida fotógrafa que decide irse de vacaciones con su hijo Daniel (Carlos Julio Manzano) a una casa que posee en Valle de Bravo y allí conocen a Julio (Milton Rodríguez) y Andrés (Enrique Álvarez Félix), una pareja homosexual que vive en un cámper cercano a la casa y está atravesando una importante crisis en su relación.
Daniel, por su parte, es un niño carente de una figura paterna ya que sus padres se divorciaron hace cuatro años atrás y, cuando conoce a Julio y Andrés, se simpatiza con ellos y los invita a pasar una velada en su casa. Así, la pareja ve en Isabel la posibilidad de ayudarles a resolver sus respectivas dudas acerca de su relación y sus preferencias sexuales, por lo que Julio comienza a coquetear abiertamente con la fotógrafa a pesar de los celos de Andrés.
Una noche Andrés sale del cámper y espía a Isabel. Ella lo descubre, lo confronta y él termina confesándole su verdadera relación con Julio y las dudas y temores que ahora siente por el hecho de ser homosexual, por lo que Isabel le revela a Andrés que su exmarido también lo es y que, durante años, aceptó llevar una doble vida porque lo amaba; por lo que ahora ella decide ayudarlo ya que siente una irresistible atracción hacía él (en parte también por lo de su exmarido), pero Daniel escucha parte de la conversación y comienza a sentirse celoso de Andrés.
Al día siguiente Isabel y Andrés tienen un furtivo encuentro amoroso en una cascada y terminan siendo amantes. Sin embargo Julio se entera de esta nueva relación y, aunque en un principio se mostraba como el miembro dominante y menos sensible de la pareja, también comienza a sentir unos celos incontrolables aunado al hecho de que está hartándose de tener que fungir como niñero de Daniel mientras que su pareja e Isabel viven su apasionado romance, por lo que termina desahogándose con su mejor amiga (Lucy Gallardo), una legendaria estrella de cine ya retirada que también se encuentra en Valle de Bravo junto con el invitado de esta, el cineasta italiano Marco Crivelli, quien la visita para hacer un western spaghetti con base en sus memorias.
La relación entre Isabel y Andrés continúa hasta que un día, mientras ambos tienen relaciones sexuales, ella tiene la desafortunada idea de compararlo con su exmarido por lo que Andrés tiene una discusión con la fotógrafa y se refugia en el cámper donde, una vez más, pelea con Julio. La mujer interviene y, luego de que Julio echa a su amante del cámper, ella lo invita a quedarse en su casa mientras que el niño -quien observa toda la escena a lo lejos desde un telescopio en su habitación- decide irse de allí.
Horas después, cuando Isabel llama a su hijo para cenar, descubre que el niño ha desaparecido y al intuir que Daniel corrió a refugiarse en el cámper con Julio la pareja va hacia allá, pero descubren una impactante escena: Julio ha abusado sexualmente del menor y una horrorizada Isabel toma a su hijo para subir a su auto abandonando inmediatamente el lugar mientras que los dos hombres sostienen una brutal pelea a golpes.
La película termina cuando, en medio de un fuerte aguacero, Julio y Andrés quedan malheridos e inconscientes en el lago de Valle de Bravo y, mientras tanto, vemos a una Isabel completamente abatida al mirar a su hijo ya que, al querer salvar a un hombre, terminó provocando la pérdida de la inocencia del niño.

## Elenco
- Isela Vega ... Isabel
- Enrique Álvarez Félix ... Andrés
- Milton Rodríguez ... Julio
- Carlos Julio Manzano ... Daniel
- Lucy Gallardo ... amiga de Julio y Andrés
- Salvador Pérez ... Marco Crivelli
- Jorge Fegan ... periodista
- Lili Landúa ... periodista
- Jorge Casanova ... periodista